# Stig Lindström (militär)

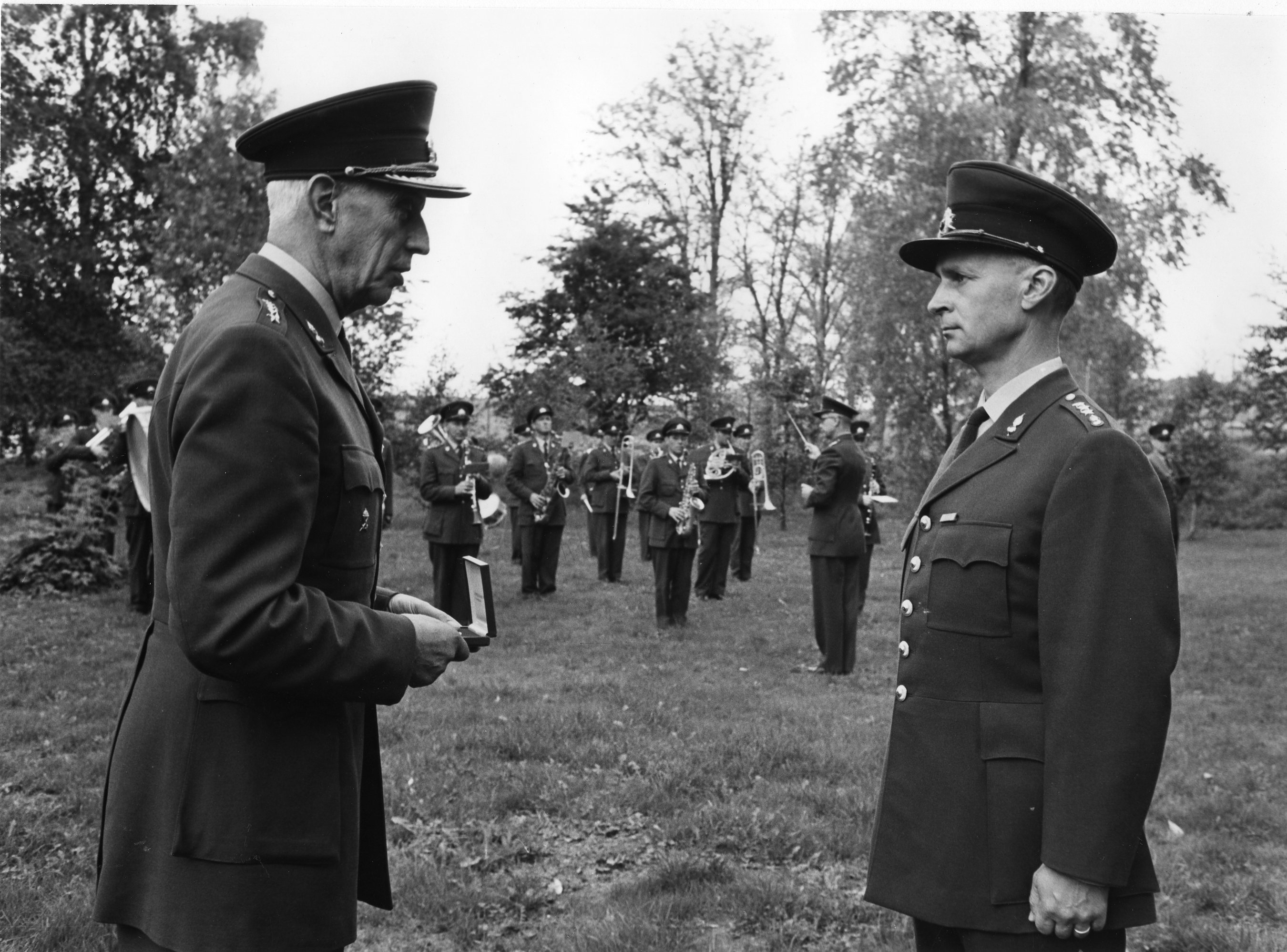
Överste Stig Lindström (till vänster) tillsammans med kapten Sven Perfors 1964.

Stig Oscarsson Lindström, född den 9 september 1904 i Stockholm, död den 15 december 1975 i Stocksund i Danderyds församling, var en svensk militär. Han var son till Oscar Lindström.
Lindström blev fänrik vid Svea artilleriregemente 1924 och löjtnant där 1928. Han genomgick Artilleri- och ingenjörhögskolans högre kurs 1928–1930, blev kapten i artilleristaben 1936, major vid Bodens artilleriregemente 1942, vid generalstaben 1944 samt var stabschef vid artilleriinspektionen 1944–1946. Lindström befordrades till överstelöjtnant 1946 och till överste 1950. Han var lärare vid Artilleriskjutskolan 1946–1949 och chef där 1950–1952, chef för Norrlands artilleriregemente 1952–1959, för Svea artilleriregemente 1959–1961 och artilleriinspektör 1961–1964. Lindström invaldes som ledamot av Krigsvetenskapsakademien 1951. Han blev riddare av Svärdsorden 1943, kommendör av samma orden 1954 och kommendör av första klassen 1958. Stig Lindström är begravd på Norra begravningsplatsen utanför Stockholm.